# Col de Jaillet
Le col de Jaillet, ou col du Jaillet, est un col situé dans la chaîne des Aravis, séparant les communes de la Giettaz (Savoie), Sallanches et Cordon (Haute-Savoie).
Le col est fréquenté très tôt, dès l'Antiquité, comme en témoigne la présence d'une borne frontière (tout comme les bornes du col de l’Avenaz, et celle du col du Petit Croisse Baulet) marquant la limite entre la province des Alpes grées et la province viennoise. Le col, situé au lieu-dit La Jorasse, à 1 723 mètres d'altitude, était la principale voie d'accès entre le pays du Mont-Blanc et les Aravis.
Le col de Jaillet fait aussi partie du premier secteur de la zone naturelle d'intérêt écologique, faunistique et floristique des Aravis. Il abrite un nombre important d’espèces rares et protégées, comme la drosera à feuilles rondes et l'aigle royal.